# Schubert Gabriella
Schubert Gabriella (Budapest, 1943. szeptember 22.) etnográfus, szlavista, a Magyar Tudományos Akadémia külső tagja (2005).

## Életútja
Budapesten született, de élete nagyobb részét már német állampolgárként élte le. A berlini Freien Universität Kelet-Európa Intézetének Balkanológiai Osztályán szerezte meg egyetemi diplomáját 1977-ben, majd ugyanitt doktorált 1981-ben. 1986–1995 között berlini Kelet-Európa Intézet Balkanológiai Osztályán dolgozott akadémiai tanácsos (Akademische Rätin) munkakörben. 1990-től a Zeitschrift für Balkanologie c. tudományos folyóirat szerkesztője. 1991-ben habilitált, majd a következő évben vendégprofesszor volt az Eötvös Loránd Tudományegyetemen. 1995 és 2010 között szlavisztikát tanított a Jénai Egyetemen.

## Munkássága
Fő kutatási területe a balkáni nyelvek és népi kultúrák összehasonlító vizsgálata. A szlavisztika, az areális nyelvészet (balkanisztika), az etnoszemiotika, a délkelet-európai nyelvek, népek, kultúrák kapcsolatainak és kölcsönhatásainak elismert kutatója, és mindemellett szakértője a német-magyar, a német-délszláv kultúrkapcsolatok, szókölcsönzések történetének is.

## Fontosabb művei
- Ungarische Einflüsse in der Terminologie des öffentlichen Lebens der Nachbarsprachen. Wiesbaden 1982, ISBN 3-447-02270-1
- Kleidung als Zeichen. Kopfbedeckungen im Donau-Balkan-Raum. Wiesbaden 1993, ISBN 3-447-03405-X
- als Herausgeberin: Serben und Deutsche im 20. Jahrhundert – im Schatten offizieller Politik. Wiesbaden 2015, ISBN 3-447-10525-9
- Was ist ein Ungar? Selbstverortung im Wandel der Zeiten. Wiesbaden 2017, ISBN 3-447-10818-5